# Pieter Jansz (kunstschilder)

Figurengroep

Pieter Jansz (Amsterdam, ca. 1602 – aldaar, begraven op 8 april 1672) was een Noord-Nederlandse schilder, tekenaar en glasschilder.
Hij was de zoon van de kuiper Pieter Jansz en Aechje Gerrits. Op 2 april 1633 trouwde hij met Oeltje Jacobsz.
Pieter Jansz werd opgeleid door de kunstenaars Jan Philipsz van Bouckhorst en Zacharias Paulusz., en op zijn beurt leidde hij Jan Pietersz Zomer op. Gedurende zijn carrière was hij werkzaam in zowel Haarlem als Amsterdam, waar hij vanaf ongeveer 1628 tot aan zijn dood in 1672 woonde en werkte.
Zijn werk bestond uit olieverfschilderijen, glasschilderingen en tekeningen. Hij was gespecialiseerd in landschappen.
- Biografisch Portaal: 52768801
- Digitale Bibliotheek voor de Nederlandse Letteren: jans278
- RKD-Nederlands Instituut voor Kunstgeschiedenis: 91983
- Union List of Artist Names: 500000155
- Virtual International Authority File: 4308157704209544440008